# Project CARS
Project CARS (eller Community Assisted Racing Simulator) er et kommende motorsport simulator videospil udviklet af den britiske spiludvikler Slightly Mad Studios. Den planlagte udgivelse er i maj 2015 i USA og Europa for Microsoft Windows, PlayStation 4, og Xbox One, mens Wii U og SteamOS/Linux versionerne er blevet forsinket til at blive udgivet senere i 2015. Project CARS havde allerede overskredet sin oprindelig udgivelsesdato for PlayStation 3 og Xbox 360, men det blev senere offentliggjort at versionerne blev annulleret. Den 18. februar 2015 blev det offentliggjort, at Project CARS ville blive forsinket til den 2. april 2015 i Europa og muligvis blive udgivet den 7. maj 2015 i Europa og Australien; 8. maj for Storbritannien; og 12. maj for Nordamerika.
Finansiering af spillet blev lavet af fællesskabet og udviklerne selv, uden finansiel støtte fra en traditionel udgiver. Gennem køb af Tool Packs kunne spillere bidrage til udviklingen med roller sammen med indholdsoprettelse, QA, og marketing. Medlemmer får særlige frynsegoder, afhængigt af deres købte tool pack. Medlemmerne vil modtage en del af spillets salgsoverskud inden for de første 3 år efter lanceringen som kompensation for deres indsats, der skal betales hvert kvartal.

## Virtual Reality
Den 26. august 2012 offentliggjorde man at spillet understøtter Oculus Rift virtual reality headset på de officielle forummer. Meddelelsen meddelte, at mindst én Oculus Rift Development Kit er bestilt. Medlemmer af projektet er i stand til at følge et link der henvises til i forummet for at læse flere detaljer.
Sony's PlayStation 4 virtual reality headset Project Morpheus vil også bliver understate af spillet.

## Baner
Den 6. august 2014 begyndte Slightly Mad Studios at afsløre hvilke baner der vil være med i den færdige version.
| Circuit                                       | Nation                     | Kart Track                                                            | Layouts |
| --------------------------------------------- | -------------------------- | --------------------------------------------------------------------- | ------- |
| Autodromo Enzo e Dino Ferrari                 | Italien                    | GP                                                                    |         |
| Autodromo Nazionale Monza                     | Italien                    | GP, Short                                                             |         |
| Azure Circuit                                 | Frankrig/ Monaco           | GP                                                                    |         |
| Azure Coast                                   | Frankrig                   | Eastbound, Westbound, Stage 1, Stage 2, Stage 3                       |         |
| Brands Hatch                                  | Storbritannien             | GP, Indy                                                              |         |
| Brno Circuit                                  | Tjekkiet                   | GP                                                                    |         |
| Cadwell Park                                  | Storbritannien             | GP, Club, Woodland                                                    |         |
| California Highway                            | USA                        | Northbound, Southbound, Stage 1, Stage 2, Stage 3                     |         |
| Chesterfield                                  | Storbritannien             | GP                                                                    |         |
| Circuit de la Sarthe                          | Frankrig                   | Circuit des 24 Heures, Bugatti Circuit                                |         |
| Circuit de Spa-Francorchamps                  | Belgien                    | GP                                                                    |         |
| Circuit Zolder                                | Belgien                    | GP                                                                    |         |
| Donington Park                                | Storbritannien             | GP,National                                                           |         |
| Dubai Autodrome                               | Forenede Arabiske Emirater | GP, National, International, Club, Kart                               |         |
| Glencairn                                     | Storbritannien             | GP, Reverse, East, East Reverse, West, West Reverse                   |         |
| Greenwood                                     | Irland                     | GP                                                                    |         |
| Hockenheimring                                | Tyskland                   | GP, National, Short                                                   |         |
| Mazda Raceway Laguna Seca                     | USA                        | GP                                                                    |         |
| Motorsport Arena Oschersleben                 | Tyskland                   | GP, Indy                                                              |         |
| Mount Panorama Circuit                        | Østrig                     | GP                                                                    |         |
| Nürburgring                                   | Tyskland                   | Nordschleife, Grand Prix, Muellenbach, Sprint, Sprint Short           |         |
| Oulton Park                                   | Storbritannien             | Fosters, International, Island                                        |         |
| Road America                                  | USA                        | GP                                                                    |         |
| Sakitto                                       | Japan                      | GP, National, International, Sprint                                   |         |
| Silverstone Circuit                           | Storbritannien             | GP, National, International, Stowe                                    |         |
| Snetterton Motor Racing Circuit               | Storbritannien             | 100, 200, 300                                                         |         |
| Sonoma Raceway                                | USA                        | GP, National, Short                                                   |         |
| Summerton                                     | Storbritannien             | GP, National, Sprint                                                  |         |
| Watkins Glen International                    | USA                        | GP, Short                                                             |         |
| Willow Springs International Motorsports Park | USA                        | Willow Springs International Raceway, Willow Springs Horse Thief Mile |         |
| Zhuhai International Circuit                  | Kina                       | GP                                                                    |         |